# La Sarratella
la Sarratella (em valenciano e oficialmente) ou Sarratella (em castelhano) é um município da Espanha na província de Castelló, Comunidade Valenciana. Tem 18,8 km² de área e em 2021 tinha 92 habitantes (densidade: 4,9 hab./km²).

## Geografia
Situa-se na parte setentrional da comarca de Plana Alta em plena Serra de Engarcerán, portanto em una zona muito montanhosa e abrupta. A vegetação predominante do entorno é composta das azinheiras e dos matagais próprios de montes baixos, abundando as plantas aromáticas: alecrim, tomilho e lavanda.
O clima é mediterrânico, pela influência de sua proximidade com o mar, porém com invernos frios.
O acesso a esta localidade, a partir de Castellón, é feito pela CV-10 e depois pela CV-154.

## Localidades limítrofes
Sarratella limita-se com as localidades de Albocàsser, Sierra Engarcerán e Cuevas de Vinromá, todas da província de Castellón.

## História
Foi denominada Sierra de Bierach e inseria-se nas fronteiras do castelo de Cuevas de Vinromá, sendo seu primeiro senhor feudal Don Blasco de Alagón. Como outros domínios da zona, integrou-se ao patrimônio da Ordem de Calatrava, passando logo às mãos de Artal de Alagón; em 1294, passou a fazer parte da Ordem dos Templários, até a dissolução desta ordem militar pelo papado. Ao se criar, nos territórios da coroa de Aragão, a Ordem de Montesa, como sucessora da outra e assumindo os seus bens, passou Sarratella ao seu domínio até o século XIX.

## Demografia
| Variação demográfica do município entre 1991 e 2013 | Variação demográfica do município entre 1991 e 2013 | Variação demográfica do município entre 1991 e 2013 | Variação demográfica do município entre 1991 e 2013 | Variação demográfica do município entre 1991 e 2013 | Variação demográfica do município entre 1991 e 2013 |
| --------------------------------------------------- | --------------------------------------------------- | --------------------------------------------------- | --------------------------------------------------- | --------------------------------------------------- | --------------------------------------------------- |
| 1991                                                | 1996                                                | 2001                                                | 2004                                                | 2007                                                | 2013                                                |
| 114                                                 | 109                                                 | 93                                                  | 91                                                  | 93                                                  | 94                                                  |

## Economia
Baseia-se tradicionalmente na agricultura de sequeiro, com predomínio do cultivo de oliveiras e amendoeiras, e na pecuária.

## Monumentos
- Ermida de São João Nepomuceno (século XVIII).
- Igreja Paroquial (século XVIII), dedicada a São Miguel. Possui uma única planta com fachada neoclássica e campanário octogonal.
- Câmara Municipal. Edifício de interesse arquitetônico.